# 李其宏
李其宏（1968年—），河南泌阳人，汉族，中华人民共和国政治人物、第十一届全国人民代表大会河南地区代表。
毕业于郑州大学法律专业自考法律专业，是中共党员。担任河南省驻马店市中级人民法院副院长。2008年起担任全国人大代表。